# Jacqueline Stuhler
Jacqueline Stuhler (* 1956 in Lindau im Bodensee) ist eine deutsche Fernsehmoderatorin und Journalistin.

## Leben
Aufgewachsen am Bodensee, sammelte Jacqueline Stuhler erste Berufserfahrungen in Franken: Als Volontärin bei der Nürnberger Zeitung, als Studentin der Theaterwissenschaft in Erlangen, als Reporterin beim Bayerischen Rundfunk. Den Berichten aus der Region folgte bald die Moderation bekannter Jugendsendungen in Hörfunk und Fernsehen, Zündfunk und Live aus dem Alabama.
Für den WDR moderierte sie, u. a. – im Wechsel mit Ulrich Wickert – eine politische Sendung für Kinder. Links und rechts vom Äquator wurde in der ARD ausgestrahlt, ein Weltspiegel für Kinder, die ohne Internet aufwuchsen und von Kriegen und Krisen aus dem Fernsehen erfuhren. 
1990 übernahm Jacqueline Stuhler die Leitung der Redaktion Innenpolitik beim SDR in Stuttgart. Dort verantwortete sie die ARD-Streitsendung Pro und Contra und das Schlaglicht im Dritten. Diese Sendung mit dem Thema der Woche präsentierte sie neben den aktuellen Nachrichten, bis sie 1998 ins Gründungsteam von ARD-Buffet gerufen wurde. Der ersten gemeinsamen Sendung des fusionierten Senders SWR blieb Jacqueline Stuhler lange treu. Elf Jahre moderierte sie den Ratgeber für Leib und Seele. 
Außerdem interviewte sie im SWR Fernsehen von 2000 bis 2008 im Wortwechsel prominente Persönlichkeiten und prägte das landespolitische Magazin Ländersache. Von 2009 bis 2011 moderiert sie die Gesprächsreihe Leben! Was Menschen bewegt zusammen mit Jon Christoph Berndt auf EinsPlus, dem ehemaligen Digitalkanal der ARD.

## Auszeichnungen
1982 wurde Jacqueline Stuhler mit dem Ernst-Schneider-Preis ausgezeichnet, 2001 mit dem Hans-Bausch-Mediapreis.